# Port Olry
Port Olry es un pequeño pueblo francófono en la isla de Espíritu Santo en la provincia de Sanma de Vanuatu, con una población de 1.300 habitantes, según estimaciones de 2009.
Conocido por sus verdes colinas, aguas cristalinas y playas de arena blanca, el pueblo de Port Olry ofrece a los turistas acceso a dos islas de reserva natural local, a través de un banco de arena submarino atravesado durante la marea baja. Port Olry tiene una gran población católica y alberga una misión católica. En 1998, Port Olry fue duramente golpeado por el ciclón tropical Zuman, pero desde entonces se ha recuperado y el nivel de vida y las comodidades han mejorado notablemente en el pueblo.

## Economía
La economía local depende en gran medida de la pesca, una función masculina tradicional, mientras que muchas mujeres encuentran trabajo en la jardinería. Port Olry produce pulpo , ternera , copra y cacao . La economía está centrada en los hombres, por lo general a las mujeres no se les da voz en los tratos comerciales diarios típicos y dependen de sus maridos.
El nivel de vida de Port Olry ha mejorado desde 2009, y los ciudadanos ahora disfrutan de electricidad, carreteras selladas con alquitrán, mejor atención médica (un centro de salud renovado con nuevas instalaciones), acceso a bancos comerciales (NBV - sucursal bancaria propia de Vanuatu), una nueva sucursal de correos , una renovación para su escuela secundaria, nuevos restaurantes, bungalows a lo largo de la playa y más tiendas minoristas.
El transporte a Luganville , la ciudad más grande de la zona, se suele realizar en taxi y autobús. Sin embargo, los lugareños a menudo hacen autostop en camiones que viajan a la ciudad, generalmente cargados con bolsas de copra y otros productos del mercado.

## Historia
Durante la Segunda Guerra Mundial , el buque Chevreuil de las Fuerzas Navales Francesas Libres , fue enviado a las Nuevas Hébridas y las Islas Banks , por el Comandante de la Armada en el Pacífico, Comandante  Georges Cabanier , para misiones de visita y mantenimiento del orden. Comandado por el alférez de navío Fourlinnie, realizó una visita a Port Olry entre el 10 y el 25 de enero de 1942.

## Educación
La educación en el pueblo sigue el sistema francés. Los padres suelen enviar a sus hijos a las escuelas del pueblo, Saint Anne Primary y Saint Anne Secondary. Los niños que obtienen buenos resultados en sus exámenes  pueden continuar sus estudios secundarios en la sucursal de Saint Anne, o elegir asistir a otras escuelas alrededor de Luganville, la provincia de Sanma e incluso escuelas en otras partes del país. Muchos niños de Port Olry obtienen calificaciones de educación superior  y algunos obtienen títulos de licenciatura de la Universidad del Pacífico Sur , con campus en Suva , Fiyi , y Port Vila , la capital de Vanuatu.

## Clima
La temperatura promedio es de 22 °C. El mes más cálido es marzo, con 23 °C , y el más frío junio, con 20 °C. La precipitación media es de 2.634 milímetros al año. 
El mes más lluvioso es marzo, con 438 milímetros de lluvia, y el menos lluvioso agosto, con 49 milímetros.

## Ciclón Zuman
En 1998, el ciclón tropical Zuman azotó Vanuatu.  En la isla Espíritu Santo, más de 100 edificios fueron destruidos o dañados y se estima que entre el 60% y el 70% de los cultivos quedaron destruidos. Port Orly se vio muy afectado, con el 95% de los edificios y jardines reportando algún tipo de daño. Como parte de los esfuerzos de socorro, se donaron 50 lonas al pueblo para brindar refugio a los afectados por el desastre.

## bibliografía
- Présence dans le Pacifique des navires de la France Libre : Le Chevreuil. febrero 2009. pp. 96-99..